# Роландо Чилаверт
Роландо Чилаверт (ісп. Rolando Chilavert, нар. 22 травня 1961, Луке) — парагвайський футболіст, що грав на позиції півзахисника. По завершенні ігрової кар'єри — тренер.
Виступав, зокрема, за асунсьйонські клуби «Гуарані» та «Олімпія», а також національну збірну Парагваю, у складі якої був учасником чемпіонату світу 1986 року.

## Клубна кар'єра
У дорослому футболі дебютував 1978 року виступами за команду «Спортіво Лукеньйо», в якій провів шість сезонів. Своєю грою за цю команду привернув увагу представників тренерського штабу клубу «Гуарані» (Асунсьйон), до складу якого приєднався 1984 року. Відіграв за команду з Асунсьйона наступні три сезони своєї ігрової кар'єри і у першому з них став чемпіоном країни.
1986 року Роландо перейшов в іншу столичну команду «Олімпія», з якою теж став чемпіоном Парагваю у 1988 році, а у сезоні 1990/91 виступав в Аргентині за клуб «Чако Фор Евер», зігравши 24 гри у чемпіонаті
Надалі грав на батьківщині за клуби «Серро Портеньйо» та «Президенте Гейз», а завершив ігрову кар'єру у команді «Гуарані» (Асунсьйон), у складі якої вже виступав раніше. Повернувся до неї 1993 року і захищав її кольори до припинення виступів на професійному рівні у 1994 році.

## Виступи за збірну
1985 року Роландо зіграв 11 матчів у складі національної збірної Парагваю, а наступного року поїхав з нею на чемпіонат світу 1986 року у Мексиці, але на поле більше не виходив.

## Кар'єра тренера
Після завершення кар'єри гравця Чилаверт почав тренерську кар'єру, очоливши 1996 року клуб «Умайта». В подальшому очолював низку невеликих парагвайських клубів, а також працював із командами Аргентини, Болівії та Перу.
2003 року з молодіжною збірною Парагваю брав участь у молодіжному чемпіонаті світу в Об'єднаних Арабських Еміратах, дійшовши з командою до 1/8 фіналу.
У червні 2012 року, тренуючи клуб третього дивізіону Парагваю «12 жовтня», заявив, що йде у відставку, оскільки керівництво клубу вимагає ставити до основного складу зірку парагвайського футболу Сальвадора Кабаньяса, який дивом вижив після кульового поранення в голову, отриманого два роки тому. За словами фахівця, неможливо перемогти у чемпіонаті, маючи на полі форварда, одне око якого бачить з великим обмеженням, а дриблінг та техніка помітно погіршилися.

## Титули і досягнення
- Чемпіон Парагваю (2):

«Гуарані» (Асунсьйон): 1984
«Олімпія» (Асунсьйон): 1988

## Особисте життя
Роландо — старший брат видатного парагвайського воротаря Хосе Луїса Чилаверта, який також представляв країну на чемпіонатах світу.